# Ваме
Ваме (Maslava, Ndreme, Pelasla, Vame) — афразийский язык, на котором говорит народ пеласла на горном массиве Мора к югу от города Мора в районах Мора и Токомбере области Майо-Сава Крайнесеверного региона в Камеруне.
Распадается на диалекты демва, майо-плата (гвенделе, пеласла), мбарем (ваме-мбреме), ндреме (ваме), пеласла, хурзо. Планируется преподавание ваме в начальных школах.